# Рейенис Таргариен
Рейенис Таргариен (другой вариант написания имени — Рейнис) — персонаж вымышленного мира, изображённого в серии книг «Песнь Льда и Огня» Джорджа Мартина и в сериалах «Игра престолов» и «Дом Дракона», сестра и жена первого короля Вестероса из валирийской династии Таргариенов Эйегона I Завоевателя, мать короля Эйениса I. Исследователи считают её историческими прототипами датских викингов, пытавшихся завоевать Англию в IX веке.

## Биография
Согласно Мартину, Рейенис принадлежала к валирийскому аристократическому роду, который примерно за сто лет до её рождения закрепился на Драконьем камне — небольшом острове в Узком море, у побережья Вестероса. Она была младшим ребёнком Эйериона Таргариена и Валейны Веларион, родившимся после Висеньи и Эйегона. Согласно валирийским обычаям, Эйегон должен был жениться только на старшей сестре, но он взял в жёны и младшую (как говорили, по любви). Рейенис стала верной помощницей брата-мужа. Она приняла активное участие в завоевании Вестероса: верхом на драконе Мираксес королева сражалась с армией Штормового короля, с королями Запада и Простора. В ходе Первой Дорнийской войны она не раз предпринимала рейды на юг и погибла вместе со своим драконом при нападении на замок Пекло.
От Эйегона Рейенис родила сына по имени Эйенис, унаследовавшего королевскую власть после смерти отца. Потомками Рейенис являются все последующие Таргариены кроме Мейегора Жестокого, сына Висеньи.

## В книгах и изобразительном искусстве
В основных романах «Песни льда и огня», написанных Джорджем Мартином, Рейенис только упоминается. Она стала персонажем псевдохроник «Мир льда и пламени» и «Пламя и кровь».
Рейенис, её брат-муж и сестра изображены на картине российского художника Романа Папсуева. Американец Чейз Стоун изобразил всех троих в септе на Драконьем Камне. Темой ещё одного его рисунка стала гибель Рейенис.

## Оценки персонажа
Рецензенты констатируют, что с высадки Эйегона и его сестёр в Вестеросе начинается собственно историческая эпоха. Всё, что было до этого события, — скорее область мифа и вымысла. Историческими прототипами Рейенис, Эйегона и Висеньи стали, по-видимому, предводители датских викингов, которые в IX веке вели завоевание Англии. Изображённая Мартином практика женитьбы правителя на родной сестре, по-видимому, является отсылкой к Древнему Египту.